# Johannes Hemminger
Johannes Hemminger (* um 1473 in Vaihingen/Enz; † 10. Mai 1549 vermutlich in Tübingen), auch Hominger oder ähnlich genannt, Doktor im kirchlichen und weltlichen Recht (utriusque iuris doctor), war ein deutscher Jurist, Hochschullehrer und Diplomat. Er gehörte 1511–1537 zu den besoldeten Rechtsprofessoren der Universität Tübingen und war einer der bekanntesten Advokaten seiner Zeit im deutschen Südwesten. Er wird häufig verwechselt mit gleichzeitig lebenden Vaihinger Juristen desselben Namens.

## Leben
Johannes Hemminger gehörte zu einer in Vaihingen/Enz beheimateten Familie des städtischen Bürgertums. Als ca. 13-Jähriger begann er sein Studium im September 1486 an der Tübinger Artistenfakultät, wurde dort im Dezember 1487 Bakkalar und am 11. August 1490 Magister. Zwischendurch studierte er 1489 an der Artistenfakultät in Freiburg im Breisgau.
In den 1480er-Jahren hielt sich auch ein Träger des gleichen Namens in Tübingen auf. So ließ sich bereits 1481 ein Magister Johannes Heyminger de Vaichingen in die Tübinger Universitätsmatrikel eintragen. Dieser hatte sein Studium 1477 an der Heidelberger Artistenfakultät begonnen und wurde in Heidelberg 1479 Bakkalar sowie im Folgejahr auch Magister. Mit diesem Titel erscheint er im Januar 1481 in Tübingen. Ein weiterer Johannes Hemminger begann 1484 sein Studium an der Artistenfakultät in Köln und wechselte mit dem Titel eines Kölner Bakkalars an die bayerische Universität in Ingolstadt (seit 1826 Universität München).
An der Tübinger Juristenfakultät studierte Hemminger seit 1490/1491 Rechtswissenschaft unter den Ordinarien Martin Prenninger alias Uranius und Hieronymus von Croaria. Er blieb aber in Tübingen mit dem Titel eines Lizentiaten der Rechte als Lehrer an der Artistenfakultät, denn diese wählte ihn im Wintersemester 1498/1499 und im Sommersemester 1499 zu ihrem Dekan. Bald danach erwarb er, wohl auch in Tübingen, seinen Doktortitel im kirchlichen und weltlichen Recht. 1506, 1509, 1524 sowie 1526–1549 ist er als Beisitzer am württembergischen Hofgericht nachgewiesen. Als einer der bekanntesten Anwälte im deutschen Südwesten neben den prominenten Rechtslehrern aus seiner Tübinger Studienzeit Hieronymus von Croaria und Johannes Lupfdich erscheint er bei mehreren Prozessen vor dem Gericht des Schwäbischen Bundes bis zu dessen Verlegung 1513 von Tübingen nach Augsburg. Wesentliche Teile seines Schriftverkehrs mit den in Tübingen residierenden Bundesrichtern Johannes Reuchlin, Heinrich Winkelhofer und Konrad Krafft sind noch erhalten.
Spätestens 1511 wurde er einer der sechs besoldeten Rechtsprofessoren an der Tübinger Juristenfakultät, seit 1522 auf Lebenszeit. Daneben übte er weiterhin eine umfangreiche Konsiliar- und diplomatische Tätigkeit aus, darunter auch für die Universität Tübingen. Landgraf Philipp I. von Hessen ernannte ihn 1520 zu seinem Gesandten beim Schwäbischen Bund und 1522 zum hessischen Bundesrat. Er musste allerdings noch im gleichen Jahr wegen Verstoßes gegen die Bundesordnung auf dieses Amt verzichten, da er zuvor als Anwalt Herzog Ulrichs von Württemberg nach dessen Ausscheiden aus dem Bund und somit als nunmehriges Nichtmitglied des Bundes gegen Bundesstände aufgetreten war.
Nach der mit militärischer Hilfe Hessens gelungenen Rückkehr Herzog Ulrichs 1534 in sein altes Herzogtum Württemberg, aus dem ihn der Schwäbische Bund 1519 vertrieben hatte, und dem dadurch erfolgten Zusammenbruch der österreichischen Herrschaft in Württemberg beteiligte sich Hemminger an der Neuordnung der Universität im Zuge der Einführung der Reformation. Für das Wintersemester 1534/1535, das erste dieser Reformzeit, wählte ihn die Juristenfakultät zu ihrem Dekan. Zu Beginn des Sommersemesters 1537, obwohl er noch vier Monate zuvor eine Gehaltserhöhung für einen nicht näher bezeichneten Lehrauftrag erhalten hatte, wurde er am 3. Mai nach einer Visitation der Universität aus nicht bekanntem Grund auf Befehl der Räte des Fürsten als Professor entlassen. Es verblieb ihm jedoch sein 1522 mit der Universität auf Lebenszeit vereinbartes früheres Gehalt. Im Gegenzug verpflichtete sich Hemminger, der Universität seinen Rat nicht zu verweigern.
Nach 1534 ist Hemminger als Kanzleiadvokat der neuen württembergischen Regierung in Stuttgart nachgewiesen, danach seit 1540 im Amt eines württembergischen Rats. Vermutlich an seinem bis zu seinem Lebensende beibehaltenen Wohnsitz in Tübingen starb er am 10. Mai 1549. Aus seiner Ehe mit einer Tochter aus der Tübinger Familie Reich hatte er die Kinder Maria, Josef, Martin und Georg.